# Amanu (Polinesia Francesa)
Amanu es una comuna asociada de la comuna francesa de Hao  que está situada en la subdivisión de Islas Tuamotu-Gambier, de la colectividad de ultramar de Polinesia Francesa.

## Composición
La comuna asociada de Amanu abarca los atolones de Amanu, Rekareka y Tauere:
| Comuna asociada de Amanu |          |     |       |
| Amanu                    | 195      | 9.6 | 20.31 |
| Rekareka                 | 0        | 1.6 | 0     |
| Tauere                   | 5 (2007) | 2   | 2.5   |

## Demografía
| Gráfica de evolución demográfica de Amanu entre 1977 y 2012 |
|                                                             |

Fuente: Insee